# Zimowa Uniwersjada 1962

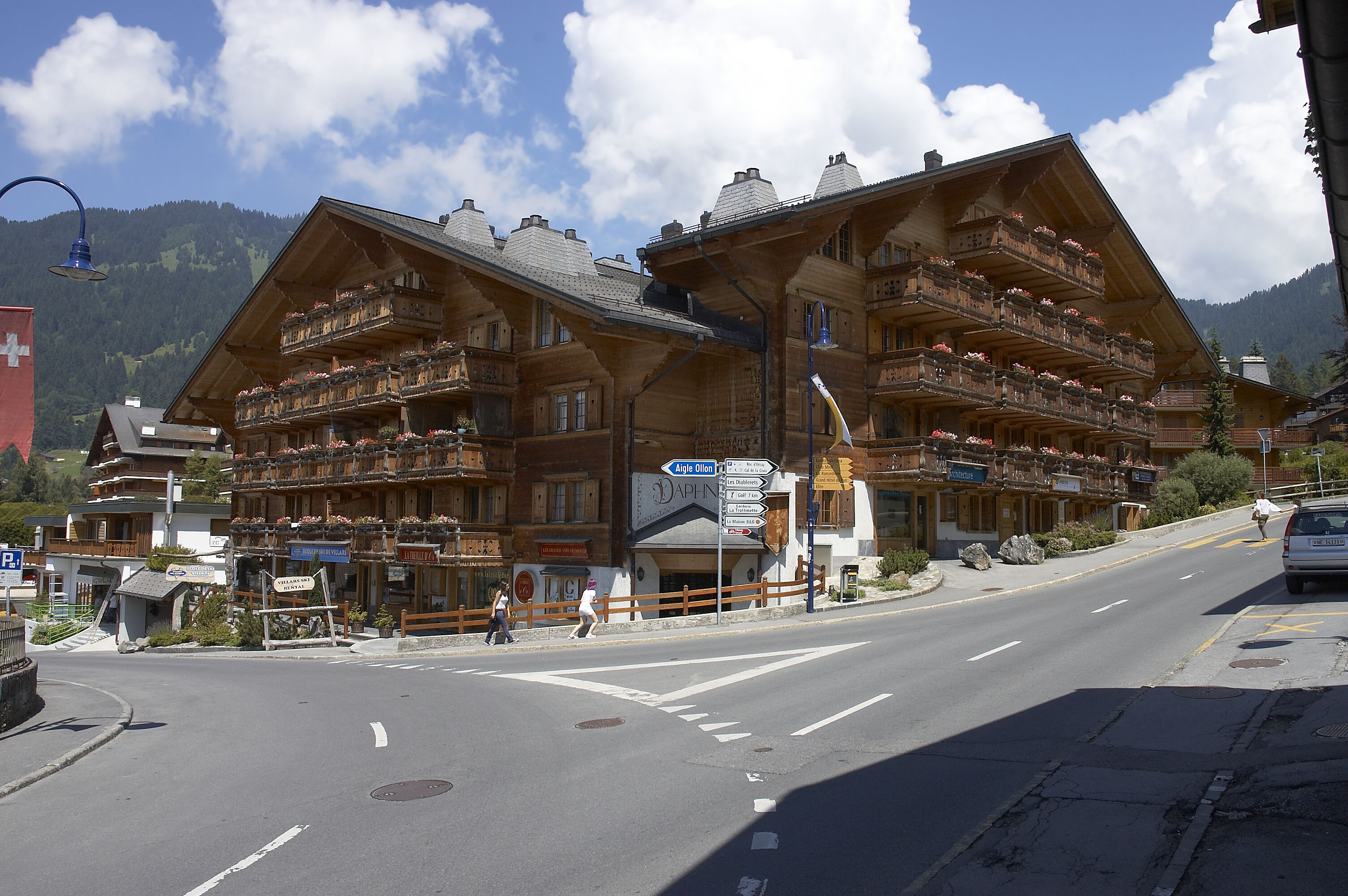
Villars

2. Zimowa Uniwersjada – międzynarodowe zawody sportowców – studentów, które odbyły się ówczesnej szwajcarskim ośrodku Villars. Impreza została zorganizowana między 6, a 12 marca 1962 roku. Do kantonu Vaud przybyło 332 zawodników z 23 krajów, którzy rywalizowali w 6 dyscyplinach. Najwięcej medali – siedem (w tym 5 złotych) – zdobyli zawodnicy Niemieckiej Republiki Demokratycznej. Drugie miejsce w klasyfikacji medalowej zajęła ekipa Związku Radzieckiego, a trzecie Francja. Nad organizacją zawodów czuwała Fédération Internationale du Sport Universitaire.

## Polskie medale
Reprezentanci Polski zdobyli 3 medale.

### Złoto
- Stefania Biegun – narciarstwo klasyczne, bieg na 8 km

### Srebro
- Stefania Biegun, Weronika Stempak, Magdalena Bujak – narciarstwo klasyczne, sztafeta 3 x 5 km

### Brąz
- Kazimierz Zelek, Józef Buńda, Szymon Krasicki, Stanisław Wajda – narciarstwo klasyczne, sztafeta 4 x 8 km

## Klasyfikacja medalowa
| Klasyfikacja medalowa | Klasyfikacja medalowa | Klasyfikacja medalowa | Klasyfikacja medalowa | Klasyfikacja medalowa | Klasyfikacja medalowa |
| --------------------- | --------------------- | --------------------- | --------------------- | --------------------- | --------------------- |
| Miejsce               | Reprezentacja         | Złoto                 | Srebro                | Brąz                  | Razem                 |
| 1                     | RFN                   | 5                     | 1                     | 1                     | 7                     |
| 2                     | ZSRR                  | 2                     | 3                     | 1                     | 6                     |
| 3                     | Francja               | 2                     | 2                     | 3                     | 7                     |
| 4                     | Japonia               | 2                     | 1                     | 3                     | 6                     |
| 5                     | Polska                | 1                     | 1                     | 1                     | 3                     |
| 6                     | Czechosłowacja        | 1                     | 1                     | 0                     | 2                     |
| 7                     | Austria               | 0                     | 2                     | 3                     | 5                     |
| 8                     | Norwegia              | 0                     | 1                     | 0                     | 1                     |
| 9                     | Finlandia             | 0                     | 1                     | 0                     | 1                     |
| 10                    | Szwecja               | 0                     | 0                     | 1                     | 1                     |
| 11                    | Węgry                 | 0                     | 0                     | 1                     | 1                     |